# Sex Drive
Sex Drive je americký hraný film z roku 2008, který režíroval Sean Anders podle vlastního scénáře. Snímek měl světovou premiéru dne 16. října 2008.

## Děj
Středoškolák Ian Lafferty má smůlu: jeho starší bratr se mu stále posmívá, má ponižující práci v obchodě s koblihami a dokonce i jeho malý bratr je u dívek populárnější než on. Ale za svůj největší problém považuje to, že půjde na vysokou školu jako panic. Ian s dívkami ve svém okolí nemá úspěchy, takže se na internetu seznámí s krásnou blondýnkou, kvůli které ale musí ujet 800 km v autě, které ukradl svému bratrovi.

## Obsazení
| Josh Zuckerman        | Ian Lafferty           |
| Amanda Crew           | Felicia                |
| Clark Duke            | Lance                  |
| James Marsden         | Rex Lafferty           |
| Katrina Bowdenová     | slečna Tasty           |
| Seth Green            | Ezekiel                |
| Alice Greczyn         | Mary                   |
| Charlie McDermott     | Andy Lafferty          |
| Kim Ostrenko          | Ianova nevlastní matka |
| Brett Rice            | pan Lafferty           |
| David Koechner        | stopař                 |
| Brian Posehn          | Carney                 |
| Mark L. Young         | Randy                  |
| Dave Sheridan         | Bobby Jo               |
| Andrea Anders         | Brandy                 |
| Cole Petersen         | Dylan                  |
| Marianne Muellerleile | babička ve vězení      |